# Шаевич, Адольф Соломонович
Адо́льф Соломо́нович Шае́вич (род. 28 октября 1937, Хабаровск) — главный раввин России по версии КЕРООР. Главный раввин Москвы с 1980 года. В 1989 году назначен главным раввином СССР, в 1993 — РФ. Возглавляет организацию КЕРООР.

## Биография
Родился в Хабаровске в семье Соломона Абрамовича Шаевича и Татьяны Львовны Поляковской. Вскоре после рождения семья переехала в Биробиджан.
Учился в хабаровском политехе на механическом факультете, который окончил в 1964 году.
С 1964 по 1972 годы работал в Биробиджане в управлении механизации на должности механика.
В 1972 учился в иешиве «Коль Яаков» при Московской хоральной синагоге. В 1973 году начал учёбу в раввинской семинарии в Будапеште, которую закончил в 1980 году.
С 1980 — раввин при Московской хоральной синагоге и помощник раввина Я. Фишмана. В 1983 стал раввином Московской хоральной синагоги и Москвы. На этой должности старался посредничать между властями и еврейской общиной, придерживался советской официальной идеологии и стал членом «Антисионистского комитета советской общественности».
В 1989 на съезде Всесоюзного совета еврейских религиозных общин (ВСЕРО) избран главным раввином СССР.
В 1993 стал учредителем КЕРООРа и избран главным раввином России. С 1996 — также член РЕКа. С 1997 занимал должность председателя Еврейского агентства в России (ЕАР).
В 1999-2003 гг. был сопредседателем общественной организации «Федеральная еврейская национально-культурная автономия».
В июне 2000 Федерация еврейских общин (ФЕО СНГ) объявила Б. Лазара главным раввином России, однако КЕРООР, РЕК и другие организации продолжают видеть Шаевича исполняющим эту должность.
Входит в состав Общественного совета при СК РФ.
Жена — уроженка Венгрии, сын Андрош родился в Венгрии, занимался хоккеем в школе московского «Динамо», играл за молодёжную сборную Венгрии.

## Награды
- Орден Святого благоверного князя Даниила Московского III степени (2008 год).
- Награждён орденом Дружбы народов (27.10.1987), орденом Почёта (1997), орденом «За заслуги перед Отечеством» IV степени (2013)[5].
- Почётная грамота Правительства Москвы (9 октября 2002 года) — за большой вклад в поддержание межконфессионального мира и согласия в Москве, благотворительную деятельность и в связи с 65-летием со дня рождения[6].
- Почётная грамота Московской городской Думы (24 октября 2007 года) — за заслуги перед городским сообществом[7].
- Юбилейная золотая медаль Российского фонда мира (2011 год) — за активную деятельность по духовному возрождению России, большой вклад в развитие миротворчества и межконфессионального диалога[8].

## Убеждения
В 2015 году, в интервью К. Собчак и А. Красовскому для издания «Сноб», Адольф Шаевич заявил, что одобряет сложившееся в Иране «отношение к гомосексуалистам, к сексуальным меньшинствам», и на вопрос «то есть нормально — вешать? То есть вешали бы сами?» ответил — «сам бы не вешал, но тех, кто вешает, поддержал бы».